# Aspidogyne stictophylla
Aspidogyne stictophylla är en orkidéart som först beskrevs av Rudolf Schlechter, och fick sitt nu gällande namn av Leslie Andrew Garay. Aspidogyne stictophylla ingår i släktet Aspidogyne och familjen orkidéer. Inga underarter finns listade i Catalogue of Life.